# Модърн Таймс Груп
Modern Times Group (MTG) е медийна компания в Швеция.
Създадена е на базата на медиахолдингите на инвестиционната компания Kinnevik, които през 1997 г. са разпределени между акционерите на компанията. Сред активите по това време са Viasat и Metro International. Viasat e група телевизионни канали, включваща първите платени телевизионни канали в Швеция, създадени през 1987 г.: ZTV, Viasat Sport и TV1000. Акции на компанията са листвани на Стокхолмска борса.
Дейностите на MTG в периода 1987 – 2018 г. основно се простират в услугите на ефирната и платената телевизия, като и радио излъчването и продуцирането на съдържание. През 2016 г. компанията инвестира значителни средства в пазара на онлайн игри. Между 2017 и 2018 г. MTG продава всичките си телевизионни активи, съсредоточавайки се върху бизнеса с нови медии.

## Цифрови канали
От юли 2015 г. дигиталното присъствие на MTG се разширява с няколко сделки за придобиване на активи. MTG закупува за 86 милиона долара 74% от акциите на Turtle Entertainment – компанията, която държи Лигата за електронни спортове (Electronic Sports League/ESL) – организатор на турнири по електронни спортове. Този ход е последван от увеличение на инвестицията (49% до 81% от акциите в компанията) в Splay Netwoks, най-голямата мрежа от потребителски канали в Скандинавския регион, която за по-малко от година събира 100 000 абонати и в началото на 2016 г. има повече от 1,5 милиона зрители на месец. През юли 2015 г. MTG придобива 51% от Zoomin.TV, най-голямата мрежа от потребителски канали в Европа и петата по големина мрежа в YouTube. От края на 2015 г. компанията притежава и 100 % от DreamHack., един от най-големите организатори на турнири по електронни спортове в света.

## Безплатна телевизия
В периода 1987 – 2018 г. MTG притежава безплатни/ефирни ТВ канали в скандинавския регион, Чехия, България, балтийските страни, Гана и Танзания. Обикновено структурата на портфейлите при подобни канали е един основен канал (TV3, Prima, Nova) и второстепенни канали (TV6, TV3+, Prima Love и т.н.). Тези канали генерират основно рекламни приходи и се класифицират като безплатна телевизия, но голяма част от скандинавските безплатни канали са кодирани и за тях се плащат такси за разкодиране. Телевизионният бизнес на компанията е разпродаден между 2016 и 2018 г., като компанията се съсредоточава изцяло върху управлението на нови медии.

### Абонаментни ТВ услуги
MTG е основател на сателитната платформа Viasat в скандинавския и балтийския регион, която предлага както собствени канали, така и канали на трети страни. Спортните канали, предлагани в отделните скандинавски държави, се различават до известна степен в зависимост от различните права на различните пазари и съответните бизнес споразумения. MTG притежава и Viaplay, онлайн услуга за платена телевизия в скандинавските страни. MTG присъства и в пространството на мрежите от потребителски канали чрез частичната собственост на Splay, най-голямата мрежа от потребителски канали в Швеция в YouTube и Zoomin.TV, една от най-големите мрежи от потребителски канали, която има локално присъствие в 12 държави и продуцира кратки видеа на 26 пазара.

### Nice Entertainment Group
Nice Entertainment Group се състои от 28 продуцентски компании в 16 държави, включително Strix Television, Paprika Latino, Novemberfilm, Redaktörerna, DRG, Monster, One Big Happy Family, Playroom, Rakett, Titan, Baluba, Nice Drama, Moskito, Production House, Grillifilms и Gong.

### Modern African Productions
Modern African Productions (MAP)) е базирана в Гана и работи в широк кръг от жанрове, включително ТВ реклами и мащабни ТВ формати в цяла Африка. MAP създава ТВ продукции за африканските канали на MTG и за медии в трети страни.